# Чемпионат Африки по дзюдо 2005
Чемпионат Африки по дзюдо 2005 года прошёл 16-21 мая в городе Порт-Элизабет (Южно-Африканская Республика).

## Медалисты

### Мужчины
| Весовая категория       | Золото                      | Серебро                   | Бронза                                                 |
| ----------------------- | --------------------------- | ------------------------- | ------------------------------------------------------ |
| Суперлёгкая (до 60 кг)  | Омар Ребахи · Алжир         | Булелани Макоба · ЮАР     | Херман Зунграна · Буркина-Фасо Зид Бен-Махджуб · Тунис |
| Полулёгкая (до 66 кг)   | Амар Мериджа · Алжир        | Абду Аллассан · Нигер     | Шади Дава · Египет Анис Лунифи · Тунис                 |
| Лёгкая (до 73 кг)       | Мохамед Хачуче · Алжир      | Крис Сади · ЮАР           | Башира Нса · Нигерия Анис Дхили · Тунис                |
| Полусредняя (до 81 кг)  | Юсеф Бадра · Тунис          | Байе Диавара · Сенегал    | Абдерахман Бенамади · Алжир Сафуан Аттаф · Марокко     |
| Средняя (до 90 кг)      | Халед Меддах · Алжир        | Хишам Месба · Египет      | Мохамед Эль-Ассри · Марокко Амаду Канате · Кот-д’Ивуар |
| Полутяжёлая (до 100 кг) | Бассел Эль-Гарбави · Египет | Бара Ндиай · Сенегал      | Мурад Лаити · Марокко Хассан Аззун · Алжир             |
| Тяжёлая (свыше 100 кг)  | Анис Чедли · Тунис          | Ислам Эль-Шехаби · Египет | Джастин Гусен · ЮАР Мохамед Буайшауи · Алжир           |
| Абсолютная категория    | Мохамед Буайшауи · Алжир    | Ислам Эль-Шехаби · Египет | Мохамед Мербах · Марокко Анис Чедли · Тунис            |

### Женщины
| Весовая категория      | Золото                   | Серебро                     | Бронза                                                         |
| ---------------------- | ------------------------ | --------------------------- | -------------------------------------------------------------- |
| Суперлёгкая (до 48 кг) | Сорая Хаддад · Алжир     | Чахнес Мбакри · Тунис       | Сандрин Иленду · Габон Наина Мартин Рандриамалала · Мадагаскар |
| Полулёгкая (до 52 кг)  | Хаджер Бархуми · Тунис   | Линда Мекзин · Алжир        | Асмаа Наквусс · Марокко Хортанс Дидхиу · Сенегал               |
| Лёгкая (до 57 кг)      | Лила Латрус · Алжир      | Адебойо Фунмилола · Нигерия | Фатима Зохра · Марокко Хаула Джуини · Тунис                    |
| Полусредняя (до 63 кг) | Фанта Кейта · Сенегал    | Радия Бурбриуа · Алжир      | Эва Кэтрин Экута · Нигерия Чедли Глисс · Тунис                 |
| Средняя (до 70 кг)     | Антония Морейра · Ангола | Юсра Зриби · Тунис          | Кахина Хадид · Алжир Гизель Менди · Сенегал                    |
| Полутяжёлая (до 78 кг) | Худа Милед · Тунис       | Шарлин Лейшли · ЮАР         | Чахла Атайлия · Алжир                                          |
| Тяжёлая (свыше 78 кг)  | Самах Рамадан · Египет   | Инсаф Яхьяуи · Тунис        | Амината Диатта · Сенегал                                       |
| Абсолютная категория   | Самах Рамадан · Египет   | Инсаф Яхьяуи · Тунис        |                                                                |